# Dichelacera nubiapex
Dichelacera nubiapex är en tvåvingeart som beskrevs av David Fairchild och Philip 1960. Dichelacera nubiapex ingår i släktet Dichelacera och familjen bromsar. Inga underarter finns listade i Catalogue of Life.